# Jean de Pange (aviateur)
Pour les articles homonymes, voir Jean de Pange.
Marie Jean Paul Thomas de Pange (né le 29 mars 1917 à Pange et mort le 6 octobre 1999 à Pange, Moselle) est un aviateur français ayant combattu avec la Résistance dans les FAFL notamment en URSS au sein de l’escadron Normandie-Niemen (FAFL).

## Biographie

### Débuts
Jean de Pange se passionne très tôt pour l'aviation. Il prend sa première leçon de pilotage à l'âge de 20 ans, le 23 février 1937, auprès de la monitrice Yvonne Jourjon à l'aéroclub de Saint-Cyr. Il passe son brevet de pilote de tourisme puis obtient son baccalauréat et s'engage dans l'Armée de l'air.
Le 19 octobre 1937, il est incorporé au bataillon de l'air n° 111 à Mourmelon-le-Grand.
Il réussit le concours d'admission à l'École des Officiers de réserve à Avord, gardant à l'esprit son espoir de devenir pilote militaire. Il passe un an à l'école d'Avord puis est affecté à la Base aérienne de Pau à partir de 1938. Ne réussissant pas à intégrer l'École de l'air, il décide de se faire rétrograder sergent espérant ainsi passer le concours de l'École de pilotage de Istres, concours réservé aux sous-officiers. Il en fait part à son état-major qui lui répond que cela est impossible.

### Pendant la Seconde Guerre Mondiale
En 1939, quand la guerre éclate, le groupe aérien de reconnaissance no 546 quitte Pau pour la région Champagne. Ainsi, en janvier 1940, Jean de Pange participe à la Bataille de France en tant qu'observateur (navigateur-bombardier) sur bimoteur Potez 63-11.
Le 9 juin 1940, le sous-lieutenant de Pange reçoit une citation et la croix de Guerre puis quelques jours plus tard il rejoint Saint-Jean-de-Luz en voiture avec deux camarades et se joint aux Forces aériennes françaises libres. Le 21 juin 1940, il embarque sur le "Sobieski" un paquebot polonais et arrive à Plymouth 3 jours plus tard. Il rejoint alors la base de St Athan (en) dans le sud du Pays-de-Galles et est affecté au Groupe de Bombardement no 1 qui deviendra le Groupe de bombardement Lorraine. 
Le 31 août 1940, Jean de Pange embarque à bord du paquebot hollandais le "Pennland" à Liverpool à destination de Dakar. Après l'échec du débarquement à Dakar, il débarque à Douala au Cameroun le 8 octobre 1940.
En 1941, il prendra part à la campagne du Gabon puis à celle du Tchad. Pendant les opérations sur Koufra, il transporte le général Leclerc. Il a l'occasion de subir les foudres de Leclerc pour des clichés photographiques qui sèchent mal.
Pendant la campagne d'Éthiopie, il a pour passager le général de Gaulle. On le retrouve ensuite à Bangui puis aux Açores.
De retour à Londres, il se porte volontaire pour le "Normandie", escadron de chasse intégralement constitué de volontaires, créé au Liban fin 1942 et destiné à combattre sur le Front de l'Est. Il fait partie aux côtés de Joseph Risso, Roland de la Poype, Albert Preziosi et Marcel Albert du premier contingent de quatorze pilotes et cinquante-huit mécaniciens qui arrive en U.R.S.S. le 28 novembre 1942.
Le lieutenant de Pange opère durant deux ans sur le front russe comme pilote de liaison, en particulier sur avion biplan Polikarpov U2. Il quitte l'U.R.S.S. le 19 décembre 1944.
De 1940 à 1944, Jean de Pange a accompli 517 missions de guerre.
Après avoir participé à la campagne de Bade-Wurtemberg, il rentre en France juste à temps pour participer au défilé de la victoire, le 18 juin 1945.

### Après la Guerre
Après l'Armistice, il travaille à l'Office français d'Exportation de Matériel Aéronautique (O.F.E.M.A.). Il devient par la suite administrateur de sociétés.